# Gary Kurfirst
Gary Kurfirst (Queens, 8 de julio de 1947-Bahamas, 13 de enero de 2009) fue un mánager, productor musical y ejecutivo estadounidense. Fundó Radioactive Records, entre cuyos artistas se encontraban Live, Black Grape, Ramones, Big Audio Dynamite, Talking Heads, Eurythmics y Shirley Manson. Fue mánager de artistas como Blondie, Tom Tom Club, Ramones, Jean Beauvoir, Eurythmics, Bob Marley and the Wailers y The B-52s.

## Biografía

### Primeros años
Kurfirst nació en Forest Hills, Queens. Empezó a promocionar bailes cuando aún era estudiante en el instituto Forest Hills, y rápidamente pasó a organizar espectáculos en el estadio de tenis del West Side Tennis Club de Forest Hills y a cruzar el East River para promocionar actuaciones en Manhattan. Ayudó a organizar las primeras presentaciones en la Costa Este de artistas como Jimi Hendrix y The Who.

### Carrera
En 1967 fundó el Village Theater en el East Village, que un año después se convirtió en el Fillmore East bajo la dirección del promotor Bill Graham. En agosto de 1968 organizó el New York Rock Festival en el Singer Bowl de Flushing Meadow Park, un concierto al aire libre con 18.000 asistentes en el que actuaron The Chambers Brothers, The Doors, Jimi Hendrix, Janis Joplin y Soft Machine.
Mientras negociaba un contrato para el grupo Mountain a finales de los años 1960, Kurfirst entabló una estrecha relación con Chris Blackwell, su homólogo en Island Records. Blackwell, citado en la necrológica de Kurfirst en The New York Times, lo describió como "uno de los primeros managers que básicamente construyeron el negocio del rock", afirmando que Kurfirst "se mantuvo por debajo del radar y una vez rechazó la portada de Rolling Stone porque consideraba que no era el momento adecuado para su banda".
Su lista de clientes como mánager incluía a los Ramones, Blondie, Talking Heads, Tom Tom Club, los B-52's, Eurythmics, Jane's Addiction, Holly and the Italians y Shirley Manson.
Murió a los 61 años el 13 de enero de 2009, mientras estaba de vacaciones en las Bahamas.